# Brauerei Ustersbach
La Brauerei Ustersbach Adolf Schmid KG est une brasserie à Ustersbach, dans le Land de Bavière (Allemagne).

## Histoire
La brasserie est une propriété privée depuis 1605.
Stefanie Schmid, la directrice en 2021, est la quatorzième génération.
La brasserie possède son propre puits de 140 m de profondeur d'où est extraite l'eau de brassage.

## Production
Brauerei Ustersbach produit les bières suivantes : Ustersbacher Land-Zwickel, Ustersbacher Edel-Export, Ustersbacher Urhell, Ustersbacher Altbayerisch Dunkel, Ustersbacher Bayerisch Hefeweizen, Ustersbacher Dunkle Weisse, Ustersbacher Leichte Weisse, Ustersbacher Privat-Pils, Ustersbacher Jubiläumsbier 400, Ustersbacher Alkoholfreies Hefeweizen, Ustersbacher Festbier, Ustator, ppelbock au blé noir pour la saison hivernale. Radler et Natur-Radler complètent la gamme.
Outre la bière, les boissons sans alcool Wita, Flumi et l'eau minérale du puits sont également mises en bouteille sous la marque Witaquelle.